# Volksplantingen in Ulster

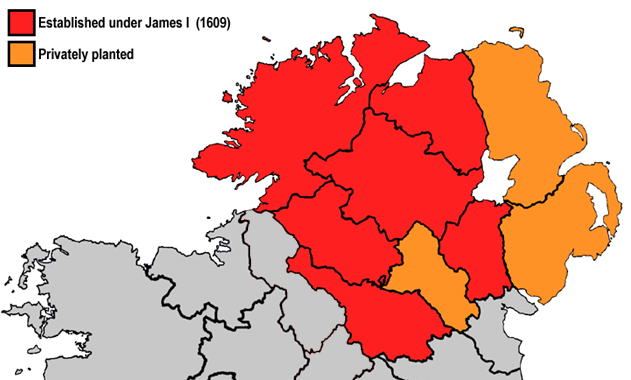
Overzicht

De Volksplantingen in Ulster (Engels:Plantation of Ulster, Iers:Plandáil Uladh) waren gericht op het onder blijvende Britse controle brengen van de Ierse provincie Ulster. Anders dan bij de eerdere kolonisatie in andere delen van het eiland was de kolonisatie van Ulster in die zin een succes dat de provincie die voor de 17e eeuw het meest Iers was uiteindelijk een Unionistische meerderheid kreeg en na de Ierse opstand ook grotendeels onderdeel van het Verenigd Koninkrijk bleef.

## Aanleiding
Ierland was in de 16e eeuw vaak het toneel van onrust. Buiten de Pale, de streek rond Dublin was de invloed van het Engelse bestuur beperkt. De voornaamste zorg van de Engelsen was om tegen zo min mogelijk kosten Ierland in naam Engels te houden zodat het geen bedreiging voor Engeland kon worden. Deze wat halfslachtige politiek leidde met bijna ijzeren regelmaat tot kleine en grotere opstanden tegen het Engelse gezag. Die opstanden werden wel steeds bedwongen, maar daarbij werden de opstandelingen vaak met ruimhartige regelingen tot vrede gebracht die hun positie niet werkelijk aantastte. Het ontbrak de Engelsen aan de wil om een permanente oplossing te forceren.
Op de lange duur bleek die politiek niet houdbaar. Onder Elizabeth I werd aan het einde van de eeuw een krachtdadigere politiek ingezet die uiteindelijk leidde tot de Negenjarige Oorlog. Daarbij werd aan de Ierse zijde de strijd geleid door Hugh O'Neill, graaf van Tyrone en Hugh Roe O'Donnell, koning van Tyrconnell, beide uit Ulster. Engeland won de strijd uiteindelijk maar wel tegen een hoge prijs. Elizabeth stierf vlak voor het einde van de oorlog in 1603. Haar opvolger, Jacobus I, koos nogmaals voor het beproefde recept, een eerzame vrede waarbij O'Neill en O'Donnell hun positie konden behouden. Wel werd in Ulster Engels bestuur de norm, terwijl de Rooms-katholieke kerk in het Noorden haar positie verloor.
De vrede kon het onderlinge wantrouwen niet wegnemen. Dat leidde uiteindelijk in 1607 tot de vlucht van beiden uit Ierland, een vlucht die bekendstaat als de Flight of the Earls. Nadat in 1608 een kleinere opstand in Ulster, bekend als de opstand van O'Doherty was bedwongen, koos het Engelse bestuur voor hardere maatregelen. Alle bezittingen van O'Neill en O'Donnell werden geconfisqueerd. Daarbij werd een zeer ruime definitie aangenomen om het bezit van beiden vast te stellen. Het resultaat was dat het land in zes graafschappen, Donegal, Tyrone, Coleraine, Cavan, Fermanagh en Armagh, vrijwel geheel in handen van de kroon kwam.

## Ulster voor 1603
Ulster was tot de 17e eeuw een zeer dun bevolkte provincie die gekenmerkt werd door de afwezigheid van steden. Het oorlogsgeweld had de bevolkingsomvang nog verder doen afnemen. De nederzettingen met een zeer beperkte stedelijke functie  waren Derry en Carrickfergus door hun ligging aan zee. De economie werd gedomineerd door wat in Ierland bekendstaat als creaghting, een trek met het vee, afhankelijk van het seizoen.

## Antrim en Down
In de graafschappen Antrim en Down, die dicht bij Schotland liggen, was al eerder een kolonisatie op gang gekomen. De belangrijkste grondeigenaar in Down, Con O'Neill, was in het begin van de regering van Jacobus aangehouden voor verraad. O'Neill wilde zijn hachje redden door zijn landerijen aan te bieden aan de koning en het dan deels weer terug te krijgen als leen. Twee Schotten, Hugh Montgomery en James Hamilton, wisten bij Jacobus, in Schotland al eerder koning als Jacobus VI, te bewerkstelligen dat zij twee/derde van de gronden voor de koning zouden gaan exploiteren. Beiden waren zeer succesvol in het aantrekken van Schotse boeren die hun geluk in Ulster wilden beproeven. De kolonisten waren overwegend presbyteriaans en vormden zo een aparte gemeenschap binnen Ierland. Het succes van Montgomery en Hamilton stimuleerde anderen. Antrim en Down kregen daardoor een uitgesproken Schots karakter.

## De kolonisatie
De stuwende kracht achter de kolonisatie was de onderkoning van Ierland Arthur Chichester. De kolonisatie in Ulster verliep volgens het eerder in Munster toegepaste patroon. Zogenaamde Undertakers konden 3000 acres (12 km2) aan land krijgen en dienden dit uit te geven aan ten minste 48 volwassen mannen die bij voorkeur Brits en protestants zouden zijn.

## Londen
De kolonisatie van Ulster moest in de praktijk concurreren met de koloniën in Noord-Amerika. In eerste instantie was het succes daardoor beperkt.
De stad Londen, waaraan een van de zes counties was toegewezen, koos het ondernemersmodel van de vennootschap op aandelen met de stichting van de Irish Society. Deze maatschappij mocht de gronden in Coleraine uitgeven en het graafschap werd hernoemd in Londonderry. Londense ambachtsgildes konden de gronden pachten en hun producten via de havens verschepen naar Londen.De stadsmuur van Derry werd opgetrokken in steen in de periode 1613-1618 door The Honourable The Irish Society om de kolonisten uit Engeland en Schotland te verdedigen.
Het project was tamelijk succesvol en graafschap Londonderry werd al gauw het welvarendste deel van Ierland.